# Begum Khurshid Mirza
Begum Khurshid Mirza ( Urdu : بیگم خورشید مرزا ), también conocida como Renuka Devi, (Aligarh, India Británica 1918 - Karachi, Pakistan 1989) fue una actriz de televisión paquistaní y actriz de cine antes de la independencia de Pakistán en 1947. 

## Primeros años
Begum Khurshid Mirza era hija de Sheikh Abdullah y Waheed Jahan Begum, los fundadores de Women's College (Aligarh Muslim University),  donde recibió su educación. Su padre era un abogado practicante y filántropo que deseaba brindar educación e iluminación a las mujeres musulmanas. Khurshid creció en Aligarh y se casó en 1934 con un oficial de policía.

## Carrera cinematográfica
Khurshid Mirza dejó Aligarh y siguió su carrera cinematográfica en Bombay .  Relacionada especialmente con la productora Bombay Talkies, actuó en algunas de sus películas, incluidas Bhakti (1939), Badi Didi (1939), Jeevan Prabhat (1937), Bhabhi (1938) y Naya Sansar (1941), bajo el pseudónimo de Renuka Devi . Se mudó a la industria cinematográfica de Lahore y desempeñó papeles principales en películas que fueron éxito de taquilla: Sahara (1943), Ghulami (1945) y Samrat ChandraGupta (1945) . Además de actuar, también solía cantar para sus películas.
Anunció su retiro de la industria cinematográfica india en febrero de 1944.

## Carrera televisiva
Después de la independencia de Pakistán en 1947, emigró a Pakistán. Varios años más tarde, cuando la Pakistan Television Corporation comenzó su transmisión y sus series dramáticas comenzaron a ganar fama, surgió una necesidad de profesionales para este nuevo medio de comunicación. Fue una serie de Haseena Moin, titulada Kiran Kahani, donde se redescubrió a Khurshid. Su actuación obtuvo excelentes críticas, a pesar de que dijo -en una entrevista posterior- que se había sentido ligeramente fuera de tono. La siguiente serie en la que trabajó fue Zer Zabar Pesh, también escrita por Haseena Moin . Su actuación fue considerada por muchos como una de las mejores en ese papel, y esto marcó el camino para el resto de su carrera como actriz. 
Siguió siendo actriz en la televisión de Karachi donde trabajó en una docena de series populares, incluidas Parchhain, Tío Urfi y un especial titulado Massi Sherbate escrito por Fatima Surayya Bajia . Se retiró en 1985, con su última actuación en Ana . Se mudó a Lahore permanentemente para estar con su familia.

## Literatura
Begum Khurshid Mirza escribió su autobiografía en 1982, que hablaba de la vida de una persona de letras en la India británica, con educación periodística, el trabajo en Lucknow, la vida matrimonial, la industria cinematográfica india, la migración a Pakistán, la adaptación a Karachi y el trabajo en televisión.
La autobiografía apareció originalmente en la revista mensual paquistaní Herald como una serie de nueve capítulos, de agosto de 1982 a abril de 1983, bajo el título The Uprooted Sappling . Más tarde, la colección se compiló en 2005 como un libro bajo el título Una mujer con sustancia: las memorias de Begum Khurshid Mirza. 

## Trabajos sociales
Después de emigrar, Khurshid Mirza trabajó para la Asociación de todas las ujeres de todo Pakistán (All Pakistan Women's Association-APWA) como voluntaria ayudando a mujeres indigentes.  Cuando su esposo fue transferido a Quetta, ella se hizo cargo de un centro de atención médica de APWA en una zona rural cercana llamada Ismail Killi . También realizó programas sobre temas de mujeres en la radio.

## Premios
Fue galardonada con el premio Pride of Performance otorgado por el gobierno de Pakista, en 1985.

## Algunos trabajos como actriz
- Kiran Kahani 1964
- NATUN TIRTHA 1945
- Ghulami 1943
- Sahara1941
- Naya Sansar 1939

- Badi Didi 1939
- Bhakti 1938
- Bhabi 1937

## Libros
- Una mujer con sustancia: las memorias de Begum Khurshid Mirza. Editado por Lubna Kazim. Delhi: Zubaan 2005[5]